# 艾爾河 (英國)
艾爾河（River Aire）是英格蘭約克郡的主要河流，源頭在北約克郡马哈姆谷地，長148（92英里），在東約克郡Airmyn注入烏茲河。列斯附近的艾爾河被運河化，形成艾爾和考爾德通航運河。艾爾河上游三座水電站，即渡輪橋水電站、艾格伯勒水電站和德拉克斯水電站。
因原來的西約克郡重工業區位于該河流域，水質污染曾是艾爾河的一大問題。2007年約克郡水利局花費1.1億英鎊進行清理，使得水質問題得以改善，鱒魚、茴魚和雅羅魚的出現更加頻繁，水獺和水䶄等動物也回到了艾爾河流域。此外流域内還設置了羅德利自然保護區（Rodley Nature Reserve）等。

## 外部連接
- A Facebook page dedicated to recording images of River Aire
- The website of The Aire Rivers Trust who are dedicated to improving the river and its catchment （页面存档备份，存于）
- EU Fresh Water Fish Directive （页面存档备份，存于）
- Fact File on River Aire （页面存档备份，存于）